# Condyloderes storchi
Condyloderes storchi är en djurart som tillhör fylumet pansarmaskar, och som beskrevs av Martorelli och Higgins 2004. Condyloderes storchi ingår i släktet Condyloderes och familjen Centroderidae. Inga underarter finns listade i Catalogue of Life.